# Enicospilus nigrolineatus
Enicospilus nigrolineatus är en stekelart som beskrevs av William Harris Ashmead 1901. Enicospilus nigrolineatus ingår i släktet Enicospilus och familjen brokparasitsteklar. Inga underarter finns listade i Catalogue of Life.